# Müsellimler (Ağlı)
Müsellimler is een dorp in het Turkse district Ağlı  en telt 75 inwoners.
| Jaartal | totaal | man | vrouw |
| ------- | ------ | --- | ----- |
| 2018    | 75     | 43  | 32    |
| 2017    | 74     | 38  | 36    |
| 2016    | 71     | 35  | 36    |
| 2015    | 75     | 35  | 40    |
| 2014    | 74     | 34  | 40    |
| 2013    | 76     | 34  | 42    |
| 2012    | 71     | 33  | 38    |
| 2011    | 75     | 36  | 39    |
| 2010    | 75     | 38  | 37    |
| 2009    | 80     | 41  | 39    |
| 2008    | 83     | 43  | 40    |
| 2007    | 84     | 42  | 42    |

Centrale districtsplaats (İlçe Merkezi): Ağlı
Dorpen (Köyler):
Adalar · Akçakese · Akdivan · Bereketli · Fırıncık · Gölcüğez · Kabacı · Müsellimler · Oluközü · Selmanlı · Tunuslar · Turnacık · Yeşilpınar